# Господари пакла 2: Пут у пакао
Господари пакла 2: Пут у пакао, познат и под насловима Господари пакла 2: Осуђени на пакао  (енгл. Hellbound: Hellraiser II) је британски хорор филм из 1988. године и директни наставак филма Господари пакла из 1987. године. Већина глумаца из првог дела глуми и у овом филму.

## Радња
Након догађаја из првог дела, Кирсти Котон завршава у менталној болници др Ченарда. Она покушава да упозори друге да душек на коме је умрла њена маћеха мора бити уништен - иначе би се Џулија Котон могла вратити. Поред тога, девојка сања чудне снове – о извесном војном човеку који сакупља Лемаршанову кутију и претвара се у нешто веома познато... (Пинхед пре отварања кутије).
Једини који Кирсти схвата озбиљно је сам др Чанард. Он организује да му се испоручи душек и, жртвујући једног од пацијената, враћа Јулију. Обновивши њено тело, он, уз помоћ друге пацијентице - аутистичне Тифани, која мајсторски слаже загонетке - позива Ценобите.
У међувремену, Кирсти је мушка фигура без коже. Она моли за помоћ. Девојка одлучује да је то њен отац Лари и одлази са Тифани у Лавиринт пакла да га пронађе.
Уз помоћ Јулије, Ченард стиже до срца Лавиринта и тамо се сусреће са Левијатаном - Господаром пакла. Џулија каже Ченарду да је пуштена само да би могла да доведе Ченарда код њих. Левијатан, уз помоћ Јулије, претвара психијатра у Ценобита, који је директно део Левијатана.
Док траже свог оца, Кирсти и Тифани упознају Френка Котона. Испоставило се да је он био тај који је позвао Кирсти. Одвија се битка у којој Јулија неочекивано прискаче у помоћ девојкама, пошто није опростила Франку његову издају. Затим покушава да уништи и Кирсти и Тифани, али они успевају да јој побегну. На путу их сустиже, долази до туче у којој Јулија умире.
Из Лавиринта, девојке се враћају у болницу, где упадају у замку између Ценобита и Ченарда. Кирсти успева да подсети Ценобите на њихову људску прошлост и они се упуштају у битку са Ченардом, купујући време за девојке. Ценобитски психијатар убија издајнике; њихова тела добијају некадашњи људски изглед.
Девојке покушавају да се сакрију у Лавиринту. Тифани и Кирсти ускоро упознају Ченарда у подножју Левијатана. Чанард напада Тифани. Кирсти покушава да заустави Ченарда, али он је одбацује у страну и жели да Тифани направи лоботомију, а Кирсти негде бежи. Неизбежна смрт је одложена појавом Јулије. Она зграби Тифани, али одмах почиње да љуби психијатра, потпуно заборављајући на Тифани, која већ скупља Кутију, и Ченард умире. Тифани се држи за ивицу стопала, Јулија јој прискаче у помоћ. Џулија извлачи Тифани и показује јој њен изглед: испоставља се да је она Кирсти у Џулијиној кожи.
На крају, два радника носе Чанардове ствари напоље. Један од њих одлази на други спрат и тамо налази исти душек на коме је Јулија умрла у првом делу. Душек је прекривен крвљу. Радник га додирује и зове другог. А онда га две руке зграбе. Када стигне други радник, проналази свог партнера мртвог. Из душека израња стуб за мучење. Ротира се, приказујући сва три мртва Ценобита, а затим и главу скитнице која је у првом делу скочила у ватру за кутију.

## Улоге
| Глумац           | Улога                     |
| ---------------- | ------------------------- |
| Ешли Лоуренс     | Кирсти Котон              |
| Клер Хигинс      | Џулија Котон              |
| Имоген Бурман    | Тифани                    |
| Кенет Кранам     | др Чанард                 |
| Шон Чепман       | Френк Котон               |
| Даг Бредли       | Пинхед                    |
| Барби Вајлд      | Женски Ценобит            |
| Сајмон Бамфорд   | Батербал Ценобит          |
| Николас Винс     | Чатерер Ценобит           |
| Оливер Смит      | Браунинг / Френк без коже |
| Вилијам Хоуп     | Кајл                      |
| Катрин Чевалијер | Тифанијина мајка          |
| Рон Травис       | Радник 1                  |
| Оливер Паркер    | Радник 2                  |